# Бурдалу, Луи
Луи Бурдалу (фр. Louis Bourdaloue, 20 или 28 августа 1632, Бурж — 13 мая 1704, Париж) — французский духовный оратор, член монашеского ордена иезуитов.

## Биография
Он был выходцем из семьи торговцев. Его отец был адвокатом и известным оратором. В шестнадцать лет вступил в орден иезуитов. Занимал затем кафедру риторики, философии и богословской морали в Буржской академии. В 1665 году он был назначен священником в провинцию.
В 1669 году он был вызван в Париж, где вскоре прославился, и его слава проповедника росла день ото дня. Ему поручали почетную миссию проповедовать в рождественский и в великий пост перед Людовиком XIV и его двором.
С 1670 года часто произносил проповеди перед двором. Там он получил прозвище «Король проповедников и проповедник королей». Кроме того, его считали «самым большим Янсенитом из Иезуитов». Он сыграл серьёзную роль в момент тяжелой ситуации для французских иезуитов.
В 1686 году, после отмены Нантского Эдикта Бурдалу был отправлен в Лангедок для обращения протестантов в католицизм. Его очень ценила Мадам де Севинье, она присутствовала на его проповедях и упоминала его в своих письмах. С Босюэ он был связан крепкой дружбой. Последние годы своей жизни он посвятил исключительно попечению о больницах, тюрьмах и богоугодных заведениях. Он умер в Париже в возрасте 69 лет.

## Издания
Его сочинения изданы Бретоно в Париже в 1704—37 годах в 16 томах, а также в Лилле в 1882 году в 6 томах. На русском языке в 1821-25 годах в Санкт-Петербурге изданы «Избранные слова Бурдалу» в 4 томах. Том 1. Том 2. Том 3. Том 4.

## Память о Бурдалу
Его имя получила шелковая ленточка на шляпе, которая её опоясывает (по аналогии с его собственной шляпой) и один из видов ночного горшка, а именно продолговатой формы. Несколько иронично, может быть из-за долгих проповедей, от которых страдали мочевые пузыри его преданных прихожан.

## Образ Луи Бурдалу в кино
- Путь короля / L’allée du roi (Франция; 1996) режиссёр Нина Компанеец, роль духовного оратора Луи исполнил Даниэль Месгиш.